# آق‌گنبد
آق‌گنبد یکی از روستاهای استان آذربایجان شرقی است که در دهستان جزیره بخش ایلخچی شهرستان اسکو واقع شده‌است.اين بندر در جزيره شاهي (اسلامي) در بخش ایلخچی شهرستان اسکو واقع شده و يكي از بنادر مهم درياچه اروميه در امور بازرگاني و اقتصادي است. بندر آق گنبد ارتباط اهالي هفت روستاي آق گنبد، سراي، قبچاق، تيمورلو، گميچي، بوراچارلو، بهرام آباد (خورالو) را با شهر اروميه برقرار مي كند. بندر آق گنبد در ساحل غربي جزيره اسلامي و در قسمت شرقي درياچه اروميه واقع شده است.
بنا به تاریخ اهالی این روستا، بنیانگذاران این روستا مردمانی بودند که از کشور جمهوری آذربایجان به طرف ایران مهاجرت کرده و در کنار دریاچه ارومیه سکونت گزیده بودند. این روستا ۸۹۸ نفر جمعیت دارد.

## وجه تسمیه نام آق گنبد
معنی آق گنبد در لغت نامه دهخدا: آغ، آق: یعنی سفید، مثل آق سقل یعنی ریش سفید؛ فردی دارای احترام و تجربه است،
آق گنبد به زبان ترکی یعنی گنبدی که سفید رنگ می‌باشد .

## مردم
مردم این روستا ترک هستند و به ترکی آذربایجانی صحبت می‌کنند. از نظر دیانت و مذهب نیز شیعه اثنی عشری می‌باشند.

## قلعه هلاکوخان
قلعه هلاکوخان که با نام قلعه هولاکوخان نیز شناخته می‌شود، یکی از قلعه‌های تاریخی منطقهٔ آذربایجان است که در شرق دریاچهٔ ارومیه، در جزیرهٔ اسلامی قرار دارد. در مسیر قلعه آب‌انبارهای زیادی وجود دارد که در دل کوه، به شکل عجیبی ساخته شده‌اند. در کنار این آب‌انبارها نیز جوی‌های آبی دیده می‌شود که هنگام بارندگی، آب را به سمت آب‌انبارها هدایت می‌کنند و آب مورد نیاز را در تمامی فصول سال تأمین می‌کند. دیواره‌های قلعهٔ هلاکوخان به‌طور کلی از سنگ ساخته شده‌اند. این قلعه از نظر استحکامات، موقعیت و استقرار، شبیه قلعه‌های بابک، قهقهه و جوشون است. سه طرف قلعه را پرتگاه‌های خطرناک احاطه کرده‌اند که این موقعیت، دفاع از قلعه را برای قلعه‌بانان آسان می‌ساخت.
قلعه باستانی که به نام جزیره شاهی یا شاها به قول حمدالله مستوفی از آن یاد می‌شود جزیره مانندی بزرگ است که در صورت کاهش آب در میان دریاچه ظاهر می‌گردید این بنا در بالای کوهی که قبر هولاکو و دیگر سرداران مغول در آنجا قرار دارد واقع اس. این قلعه مربوط به دوره ساسانی بوده که مورد توجه ایلخانان واقع شد
شاها و دوگدور یا دیگدور دو قلعه باستانی بیودند که در تصرف سرکردگان یاغی شراه (شرات) در قرن هفتم میلادی با امر هولاکو تجدید بنا و احیاء شد که حافظ ابرو انرا قلعه طلای ارومیه نام برده‌است علت اطلاق قلعه طلای ارومیه جواهرات و غنائمی بود که بعد از غارت بغداد و بسیاری از مناطق آن بدانجا انتقال داده شد ه است می‌باشد. بعدها که این قلعه مدفن هولاکو شد به همین نام هم خوانده شد این مکان به دلیل پیشروی آب خیلی زود از حالت استقرار خارج شد و در زمان حیات حافظ ابرو معاصر با دوره تیموری این قلعه خالی شده بوده‌است. این قلعه تاریخی در دو کیلومتری روستای آق گنبد قرار داشته و برخی از همین نام برای قلعه استفاده می‌کنند
ابن مسکویه در جایی که حوادث زمان متوکل عباسی نوهٔ هارون الرشید را نقل کرده می‌گوید «شاها» و «یکدر» دو قلعه بودند در تصرف سر کردگان یاغی آن نواحی یعنی شراة. در قرن هفتم هجری هلاکو به تجدید بنای قلعه شاهاکه حافظ ابرو آن را قلعه طلای دریاچه ارومیه نامیده؛ فرمان داد خزاین و غنایمی که از غارت بغداد و دیگر ممالک خلافت به چنگ آورده بود در آن قلعه جای داد بعدها این قلعه مدفن و آرامگاه وی گردید و به همین جهت در زبان محلی به نام «گوور قلعه سی» معروف شد.
زمانی که حافظ ابرو معاصر امیر تیمور تاریخ و جغرافیای خود را می‌نوشت آن محل به کلی خالی از سکنه بود ویرانه و آثار تاریخی مورد بحث که مورخین اسلامی آن را قلعه شراةو بنای نخستین آن را از قرون اولیه اسلامی دانسته‌اند در روستای آق گنبد باقی است ولی هیچ گونه سنگ نبشته و کتیبه ای در آن به چشم نمی‌خورد
این اثر در تاریخ ۲۷ اسفند ۱۳۸۶ با شمارهٔ ثبت ۲۲۵۹۱ به‌عنوان یکی از آثار ملی ایران به ثبت رسید.

## آق گنبد از دیدگاه رسانه

#### مستند
مستند قصه‌های آب که داستان شهرها و روستاهای کشور را به تصویر می‌کشد که با بحران کم‌آبی دست و پنجه نرم می‌کنند در قسمت دوم به مسائل آب روستای آق گنبد پرداخته‌است.